# ألبرت أو. براون
ألبرت أو. براون هو محامي وسياسي أمريكي، ولد في 18 يوليو 1853 في نورثوود في الولايات المتحدة، وتوفي في 28 مارس 1937 في مانشستر في الولايات المتحدة. نشط حزبياً في الحزب الجمهوري. وقد انتخب حاكم نيو هامبشاير ‏.